# 黄色経済圏

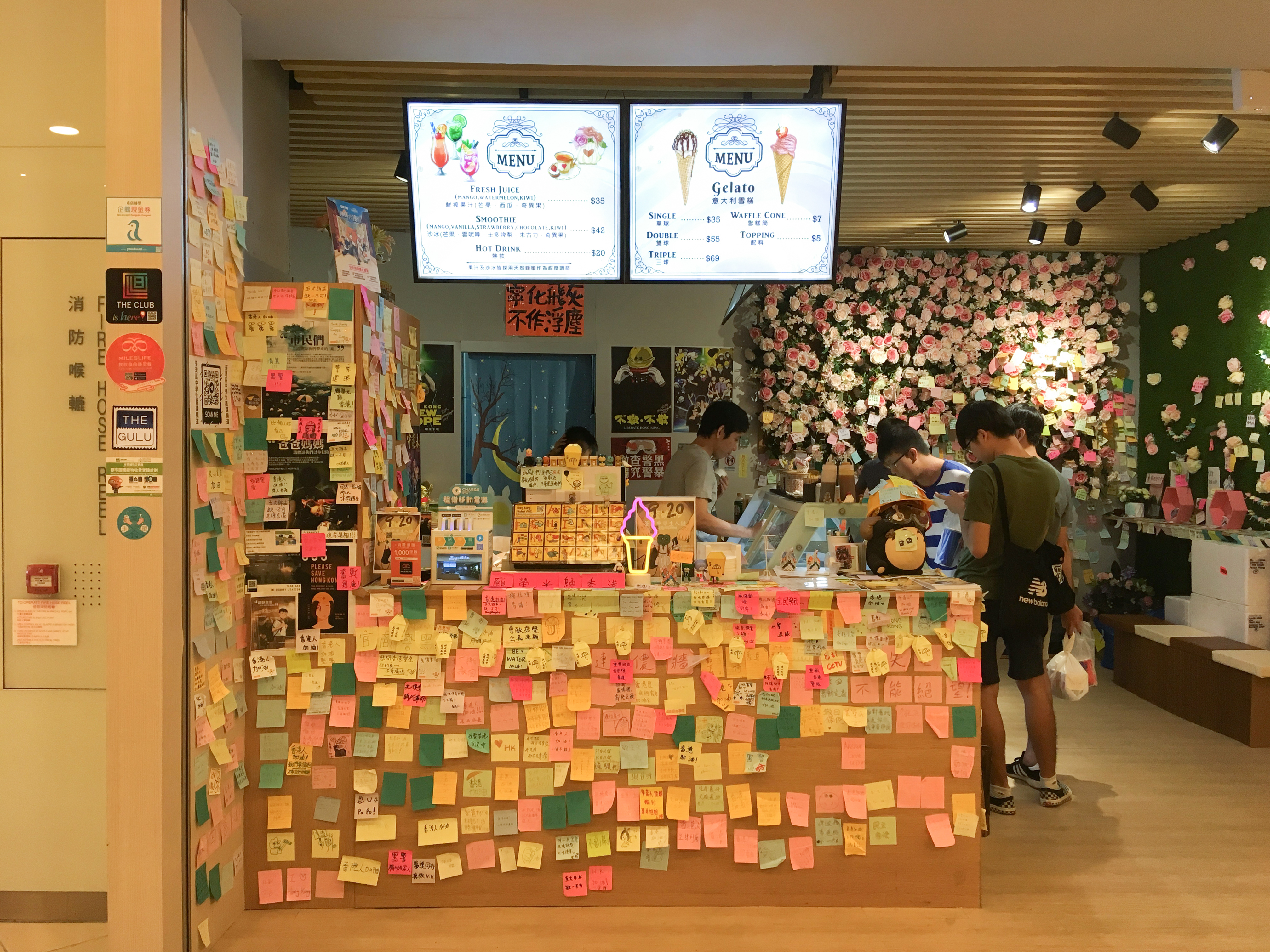
「黄店」に設置されたレノンウォールとデモ関係のポスター、荃湾

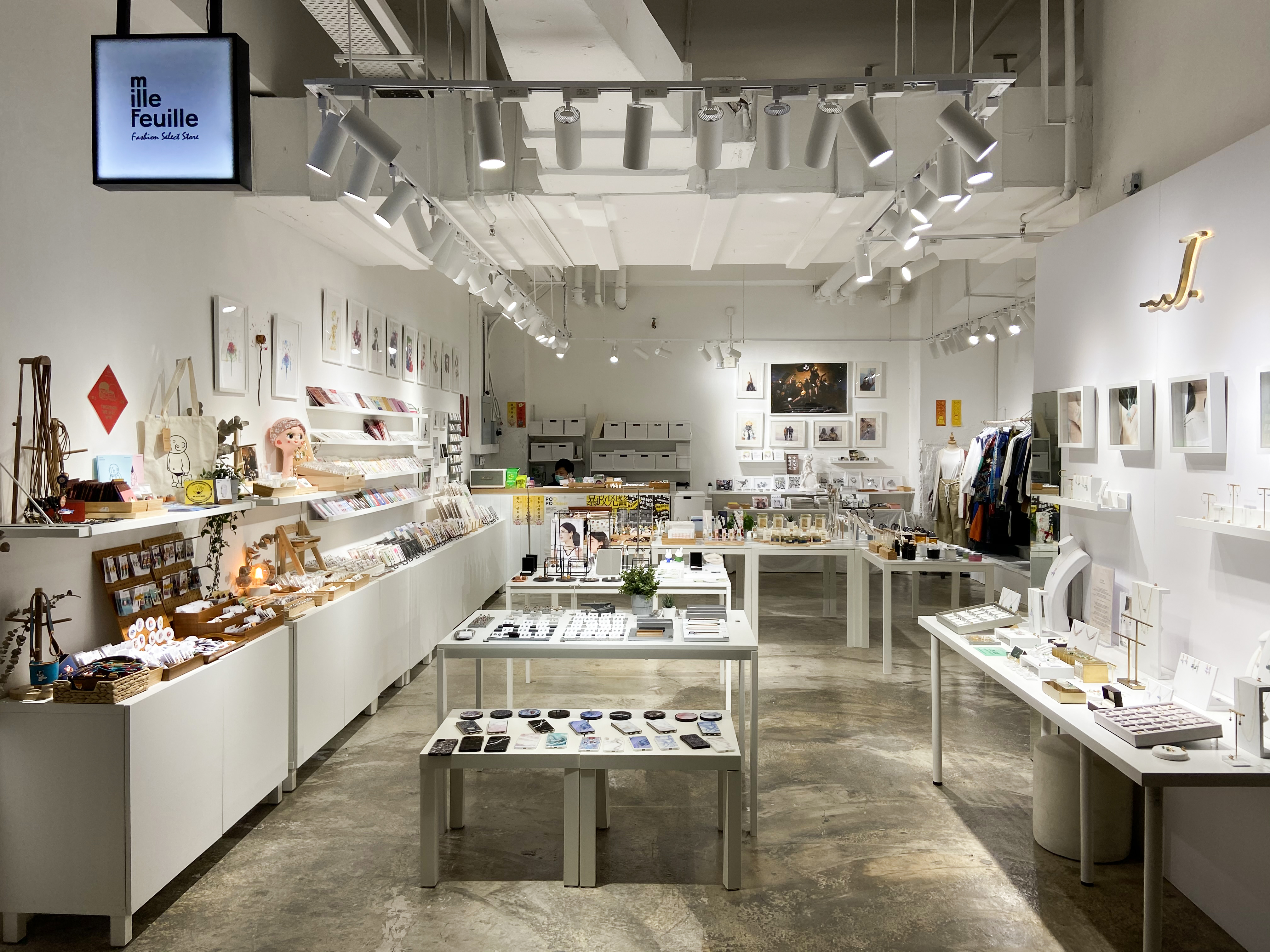
反送中運動のお土産を販売するブティック、荃湾

黄色経済圏（英語: Yellow economic circle）とは、香港において反送中運動の支持者らが構築した経済圏および、経済圏を構築するための運動である。

## 概要
逃亡犯条例改正案や香港警察を支持する企業（一般に「青店」と呼ばれる）や、中国共産党系の企業（同じく「赤店」と呼ばれる）をボイコットすると共に、反送中運動を支持する企業（「黄店」と呼ばれる）を積極的に利用することにより、反送中運動を支援するための資金を獲得し、抗議者のための雇用を創出し、専門的な訓練や仕事のマッチングなどを行うことを目指している。また、サプライチェーンにおける中国本土からの商品の輸入の割合を減らし、親中派に支配された香港財界の改革を志向しているともされる。このため、反共経済圏と呼ばれることもある。
明報が2020年の元日デモに際し行った調査によると、回答者の93.6％が、「黄店」の積極的な利用や「藍店」のボイコットなどを通じて黄色経済圏に参加すると回答した。また、ブルームバーグビジネスウィークが引用した沈旭暉の見積もりによると、黄色経済圏の市場規模は1,000億香港ドルにもなる可能性がある。

## 歴史
コラムニストの陶傑によると、1960年代、香港の親中派は独自の「赤色経済圏」を構築していたとされている。例えば、彼らは日用品を中国本土の製品でそろえ、映画は親中派もしくは中国本土の映画会社が配給・製作する物のみ鑑賞していたという。一方同じころ、中国国民党寄りの勢力は「青天白日経済圏」を建設しており、彼らは子供たちを国民党系の通地中学校と珠海学園に入学させ、買い物はすべて国民党系の商店で済ませていたという。
2014年の雨傘運動では、デモ隊の占領区の中で営業する小規模店舗を支援する動きがあり、親中派の芸能人などを非難する風潮も見られた。しかし、雨傘運動の終了後、そのような傾向は急速に退潮し、社会に定着するには至らなかった。

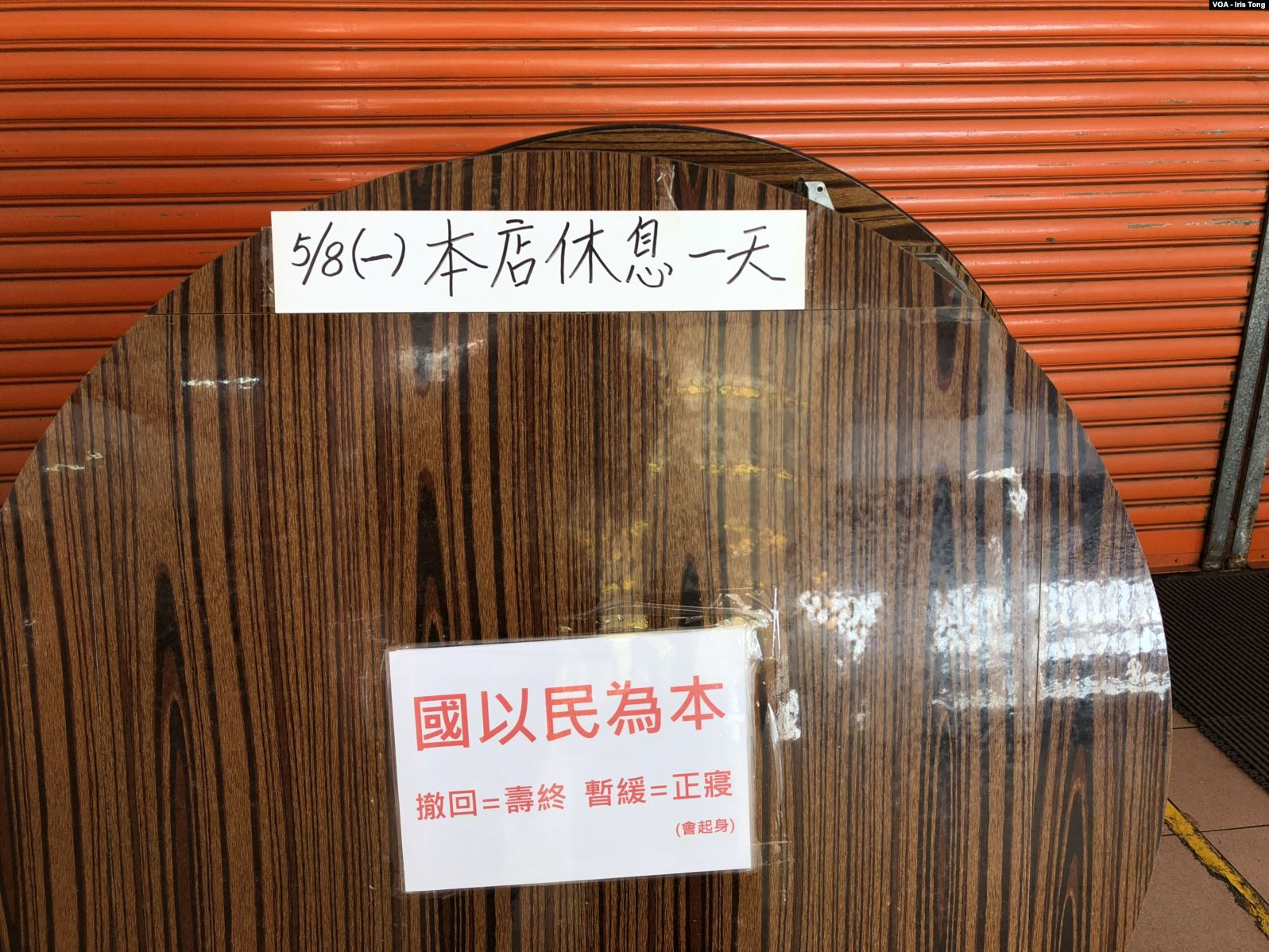
2019年8月5日、反体制派の呼びかけたストライキに参加する飲食店

現在知られている黄色経済圏は、中国共産党を支持する「青店」や中国共産党系の企業である「赤色資本」をボイコットすることから始まった。2019年6月、反送中運動が開始された直後、一部のネチズンらは街の飲食店の政治的立場について話し合い始め、6月12日にストライキに参加した店があったかどうか調べた。また、一部の消費者らはは、中国系の銀行から預金を引き揚げる、中国企業の株式を売り払うなどし始めた。同月、ある通販サイトの創業者が「逃亡犯条例改正案と香港政府を支持する」とSNSに投稿するということがあり、この通販サイトは直ちに反体制派のネチズンによって「青店」とみなされ、ボイコットが呼びかけられた。7月11日には親中派寄りの報道を続けるTVBに対し、「ボイコットTVBアクション」と題した特別ページが開設された。7月下旬には、日本の5ちゃんねるに相当する掲示板であるLIHKGで「”青店”をボイコットするのみならず、同時に”黄店”を支援しよう」という趣旨の呼びかけがなされた。中でも外食業界は最も立場が明確であるとされた。例えば、デモ隊に無料で食事を提供したことのある飲食店は「黄色いレストラン」とラベル付けされ、利用が推奨された。8月上旬に行われたストライキの後、一部のネットユーザーは「WhatsGap」というマップソフトウェアを開発し、ストライキまたは反送中運動を支援した飲食店を「黄店」とラベル付けし、「黄店」が顧客を引き付けるのを支援したその後、一部のネットユーザーは「良心ガイド」というウェブサイトを開設し、飲食店のみならず様々な分野で2,000を超える「黄店」をリストアップし、景気後退の中でも反送中運動への支援を惜しまない「黄店」に対する恩返しを呼び掛けた。 
またこのころ、「黄店」のタクシー運転士らのグループも登場している。
「黄店」の特徴としては、店内にレノンウォールを設置する、レシートに抗議スローガンを印刷することなどが挙げられる。一方「青店」の特徴としては「警察がんばれ」などのスローガンを店内に掲示することなどが挙げられている。
2020年7月、香港国家安全維持法が施行されると筲箕湾のある「黄店」が、店内に掲示されたスローガンなどが国安法に違反している可能性があるとして警察から告発されるという事件があり、これを機に黄色経済圏からの撤退を表明する店舗が現れるようになった。一方形を変えて抵抗を続け黄色経済圏に参加する店舗もあり、例えばある「黄店」ではレノンウォールの付箋紙を「理解している人なら当然理解できる」白紙に取り換えた。尖沙咀の「黄店」は、「中国の香港では、意識的に自らの行動を規制せよ」などという、アネクドートに近い皮肉めいたメッセージを店内に掲示することで抵抗の意思を表明した。

## 理論
コラムニストの陳茂峰によると、黄色経済圏は2001年にノーベル経済学賞を受賞したジョージ・アカロフと、Rachel Clantonによって提唱されたアイデンティティ経済学の例の1つである。この理論によると、消費行動は個人のアイデンティティを反映することができ、店舗を訪問することによるアイデンティティの満足は、個人の効用によって経済的貢献を生み出すことができる考えられており、実例としてはイスラム教徒がハラル認定を受けた店舗のみを利用することなどが挙げられる。同様に、香港人は自らのアイデンティティに沿う企業を利用することにより、自らのアイデンティティから満足感を得ることができている。
一方、香港の経済紙である「信報」のコラムは、国富論の著者であるアダム・スミスが経済活動における共感の役割を評価していると述べている研究を引用して、黄色経済圏の成果を政治的基準の産物に還元することはできないと主張している。。また「信報財経月刊」の分析によると、黄色経済圏はフィリップ・コトラーの「マーケティング3.0理論」の第3レベルのマーケティング手法に属しているとされている。

## 実例

### 「黄店」プロモーション

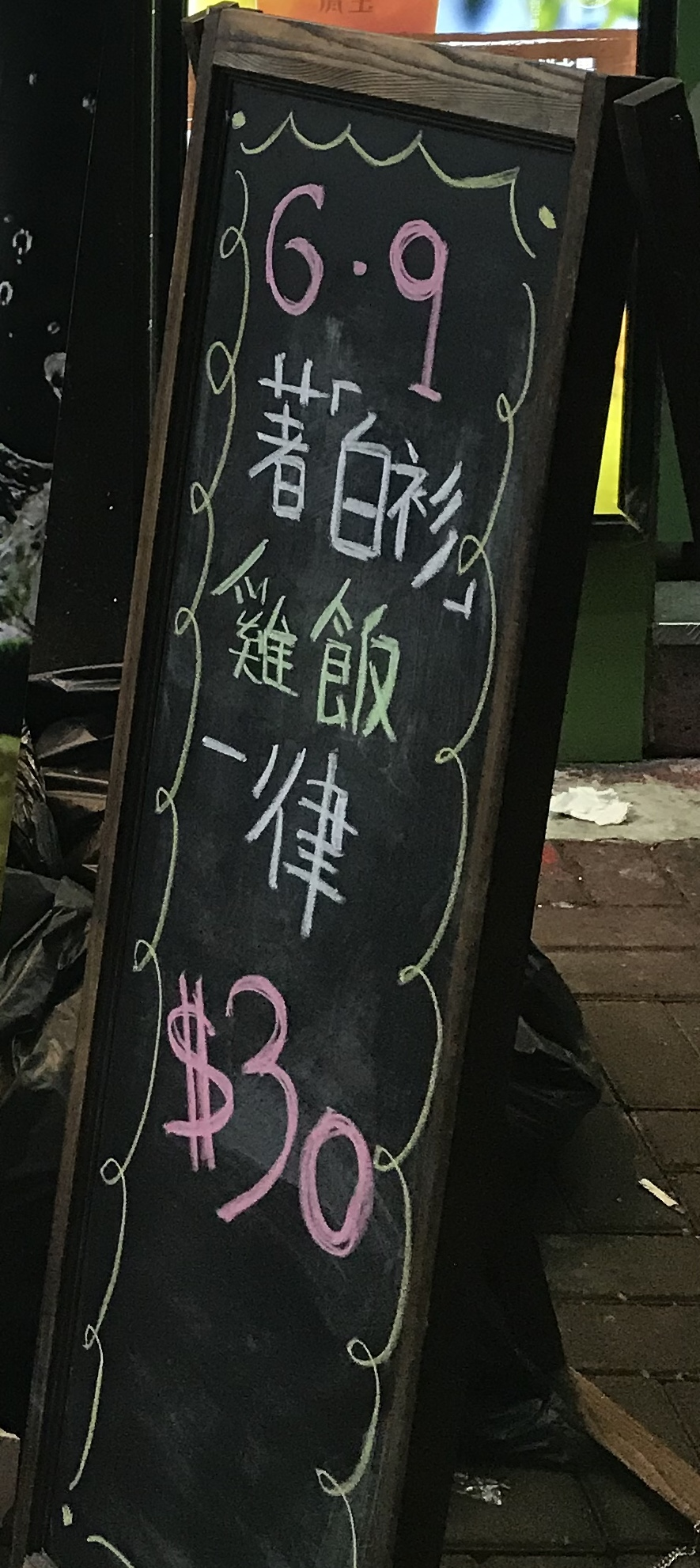
6月9日のデモに際し、当時の反体制派のシンボルカラーであった白色の服を着た人に割引価格で食事を提供したテイクアウト形式の飲食店

8月5日のストライキ後、反送中運動の支持者の一部は、飲食店がストライキに参加したかどうかに応じて、飲食店が「黄店」基準を満たしているかどうかを判断するスマホアプリを開発し頒布した。市民が同様の価値を共有する企業を選択できるように例えば、飲食店にステッカーを配布して、客が「黄店」を識別できるようにする取り組みが行われた。また、2014年の雨傘運動以来一貫して反体制派への支持を表明しているいくつかの店を「金店」（黄色よりさらに明るいの意）と呼び、積極的に利用するようにとの呼びかけもあった。ネット上での宣伝に加え、反体制派の高齢者らでつくるグループは「黄色経済圏の強化」と呼ばれるキャンペーンを開始し、ショッピングモールにポスターを掲示したり、黄色経済圏に参加する企業をリストアップした販促資料を配布したりするなど、ネットをあまり利用しない層に黄色経済圏への参加を促す取り組みを行った。

#### 感謝デー・爆買いデー
2019年10月10日、双十節に合わせて一部のネチズンは「黄店」での消費を促すためにこの日を「全民黄店感謝デー」とし、「黄店」で積極的に買い物をするように呼び掛けた。この呼びかけに応じた市民が各地の「黄店」に訪れ、店によっては行列ができた。同月26日には、香港の18の区全ての「黄店」で買い物をするように呼びかける「黄店爆買いデー」キャンペーンが行われ、やはり多くの市民が「黄店」を訪れた。

#### 「あなたと夜を」キャンペーン

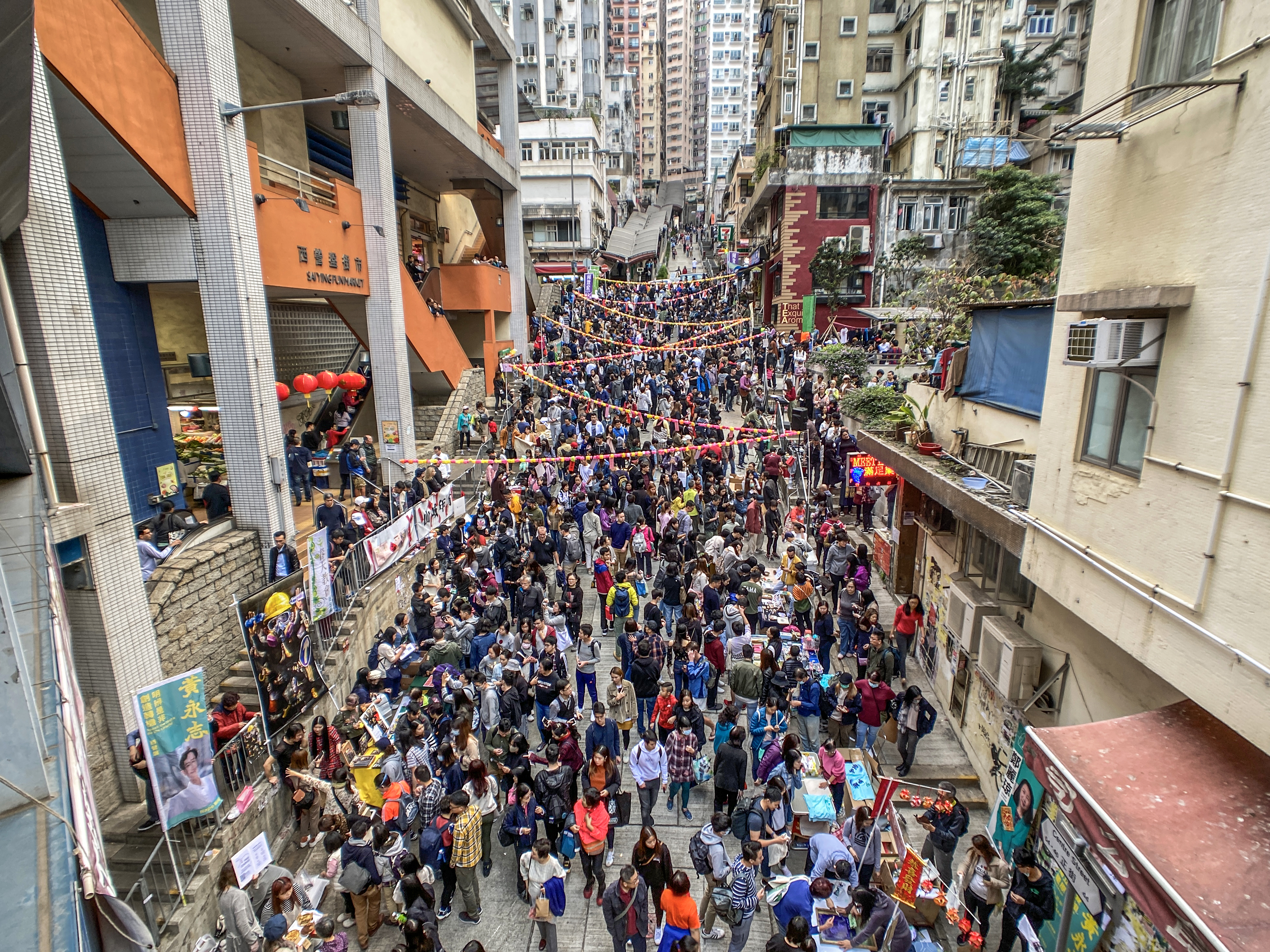
2020年1月18日と19日に西営盤で「あなたと夜を」イベントが開催され、多くの市民が参加した

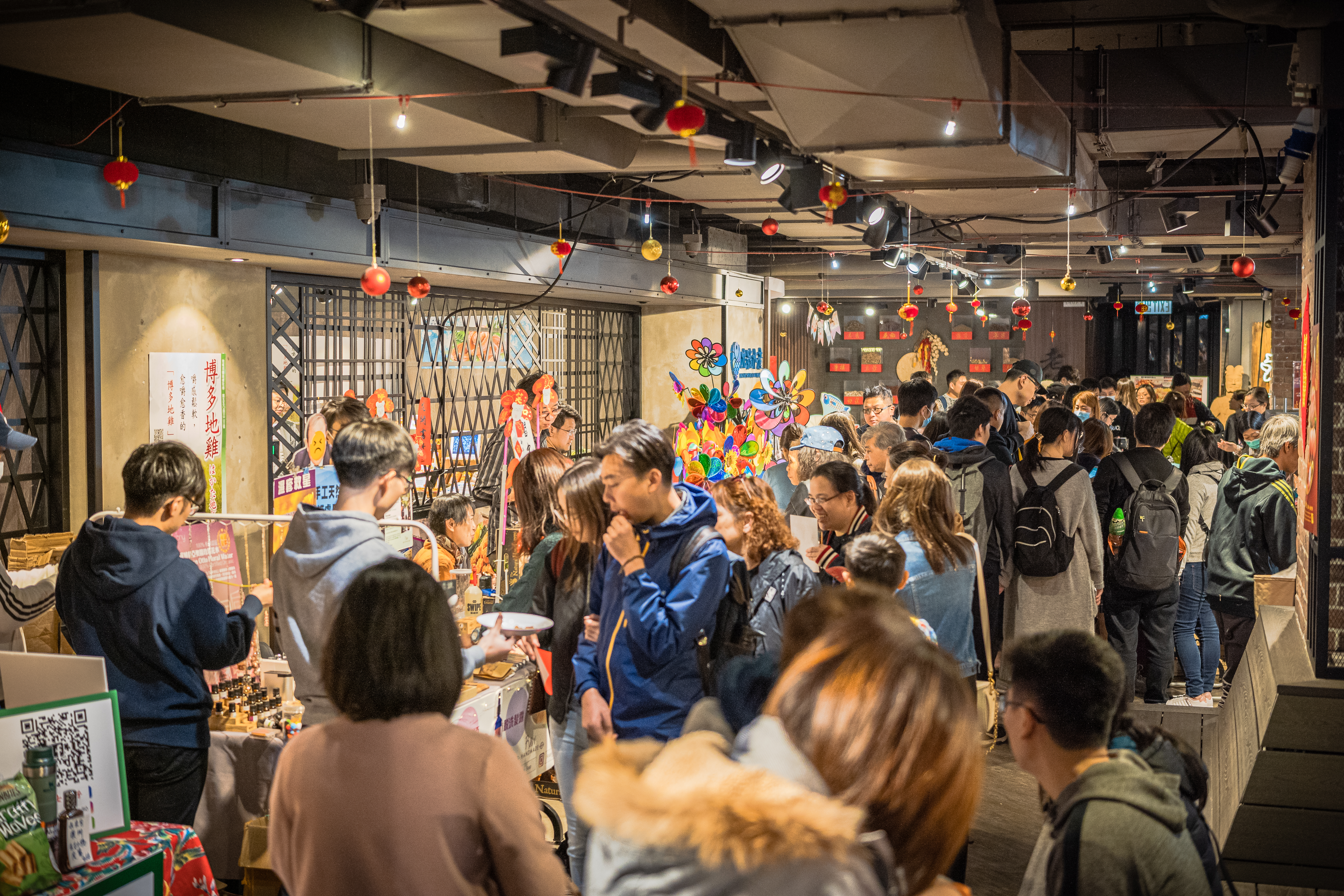
黄埔での「あなたと夜を」イベントの様子

2019年末、毎年恒例の大晦日の夜市の規模を縮小すると政府が発表したことに対抗して、一部のネチズンらが旧正月に香港各地で「あなたと夜を」と題したイベントを開催する計画を立てた。このイベントは政府主催の大晦日の夜市のボイコットと同時に、「黄店」が参加する民間主催の大晦日の夜市に参加して商品やサービスを宣伝するものであり、財政難に陥っている、または雇用機会を必要としている反送中運動の支持者のために、黄色経済圏の影響力を拡大することが目的とされた。しかし、香港政府は一部の「あなたと夜を」イベントに対し会場使用許可を拒否し、イベントを中止に追い込もうとした。このため、一部の地域では計画と異なる形でイベントを開催せざるを得なくなった。また、香港最大の親中派政党である民建連の一部議員は、政府に対しイベントを全面中止させるよう圧力をかけていた。
大晦日の夜、ヴィクトリア・パークで政府が開催した大晦日の夜市は、例年よりも人出が少なく、無人状態となったところもあった。一方、「あなたと夜を」イベントの会場は混雑し、黄色経済圏が多くの市民の支持を得ていることが浮き彫りになった。

#### 「五一ゴールデンウィーク」
香港におけるゴールデンウィークは5月1日から始まるのが慣例となっている。これが反送中運動のスローガンである「5つの要求、1つも欠かせない」と日付が一致し、また「ゴールデンウィーク」を示す「黄金週」には「黄店」を示す「黄」の字が含まれることに着目し、連休中に「黄店」を積極的に利用するように呼び掛けがなされた。2020年5月1日、複数の反体制派組織が、新型コロナウイルスの流行の影響を受けた「黄店」を支援するため共同で「五一ゴールデンウィーク」キャンペーンを立ち上げ、2300以上の企業と40万人以上の市民が参加した。具体的には、キャンペーン期間中、消費者が五大要求を示すジェスチャーをしたり、反送中運動のスローガンを叫んだりすると割引を受けられるなどの取り組みが行われた。
あるネチズンのグループは5月1日、デモにおける勇武派の作戦になぞらえた「天馬作戦」を開催するよう呼びかけた。これは「五一ゴールデンウィーク」を宣伝し、黄色経済圏を支持し、「黄店」を積極的に利用するよう市民に呼び掛けるキャンペーンであった。
また、2021年のゴールデンウィークには5月1日から9日間連続で「懲罰祭」と題した、黄色経済圏への参加と支援を呼びかけるイベントが開催され、これに伴い黄店判別アプリのダウンロード件数が急増。ダウンロード数ランキングで一時1位を獲得するということがあった。